# 信仰发展阶段
信仰发展阶段（stages of faith development）是美国亚特兰大艾文理大学坎德勒神学院（Candler School of Theology）教授、发展心理学家詹姆士·福勒（James W. Fowler）在《信仰的阶段》（Stages of Faith）一书中提出的理论。概述提供了一个框架，其中许多思想有深刻的见解，其中大量来自于对 宗教的兴趣。
该书提出了人一生信仰（或灵性）的发展阶段。这个理论与让·皮亚杰、爱利克·埃里克森和劳伦斯·柯尔伯格关于儿童和成人心理发展的著作关系密切。
福勒的理论已经受到来自心理学和神学的质疑，而且未能得到经验证实。

## 福勒的阶段
0-4歲階段前期-原始信心: 信任、勇氣、希望和愛融合著威脅、遺棄、焦慮; 其信任或不信任的態度將由對父母而擴展到對其他人
3/4-7/8歲直覺/投射式的信心: 單憑直覺,將所聽所看的投射在生活中。 想像力誕生、充滿幻想、凡物擬人化、將幻想感覺事實混 在一起,模仿的階段。從看得見的主要關係成人所說的故 事、情緒、行為成為信心的榜樣。
7-11歲神話/字面式的信心 接受從父母或師長所教導關於神的一切。
12-18歲綜合/認同群體式的信心 把生活中的「重要他人」和群體的期望加以綜合起來。
18-40歲 個人一反省式信心 反思上一階段的信仰,不再以「二手信仰」為滿足。 發生和外在權威來源切斷的過程,信靠的權威已開始 內在化了,開始問:這代表什麼意義?
30歲以後 契合式信心(Conjunctive Faith) 承認真理是複雜的、抽象的,是期望整合信仰與生命, 也接受人生的限制性,以客旅的心受邀經歷智慧。 如果是這或那( either/or)或是雙贏(both/and)